# Samsung Galaxy Tab
Đối với dòng sản phẩm 'thế hệ thứ ba' hiện tại của Samsung Galaxy Tab xem Samsung Galaxy Tab 3 7.0.
Samsung Galaxy Tab là thiết bị máy tính bảng chạy trên nền Android được sản xuất bởi công ty Samsung. Sản phẩm này được ra mắt vào ngày 2 tháng 9 năm 2010 tại IFA 2010, Berlin, Đức.
Thiết bị này được trang bị một màn hình cảm ứng TFT LCD 7 inch (180 nm), một bộ xử lý 1.0 Ghz ARM Cortex-A8. Thiết bị hỗ trợ Wi-Fi và hệ thống nhập liệu Swype. Thiết bị này được trang bị 2 camera: một camera 3.2MP phía sau và một camera 1.3 MP phía trước để hỗ trợ cuộc gọi hình ảnh.
Galaxy Tab sẽ được phát hành với hệ điều hành Android 2.2 (Froyo).